# Polský fotbalový pohár

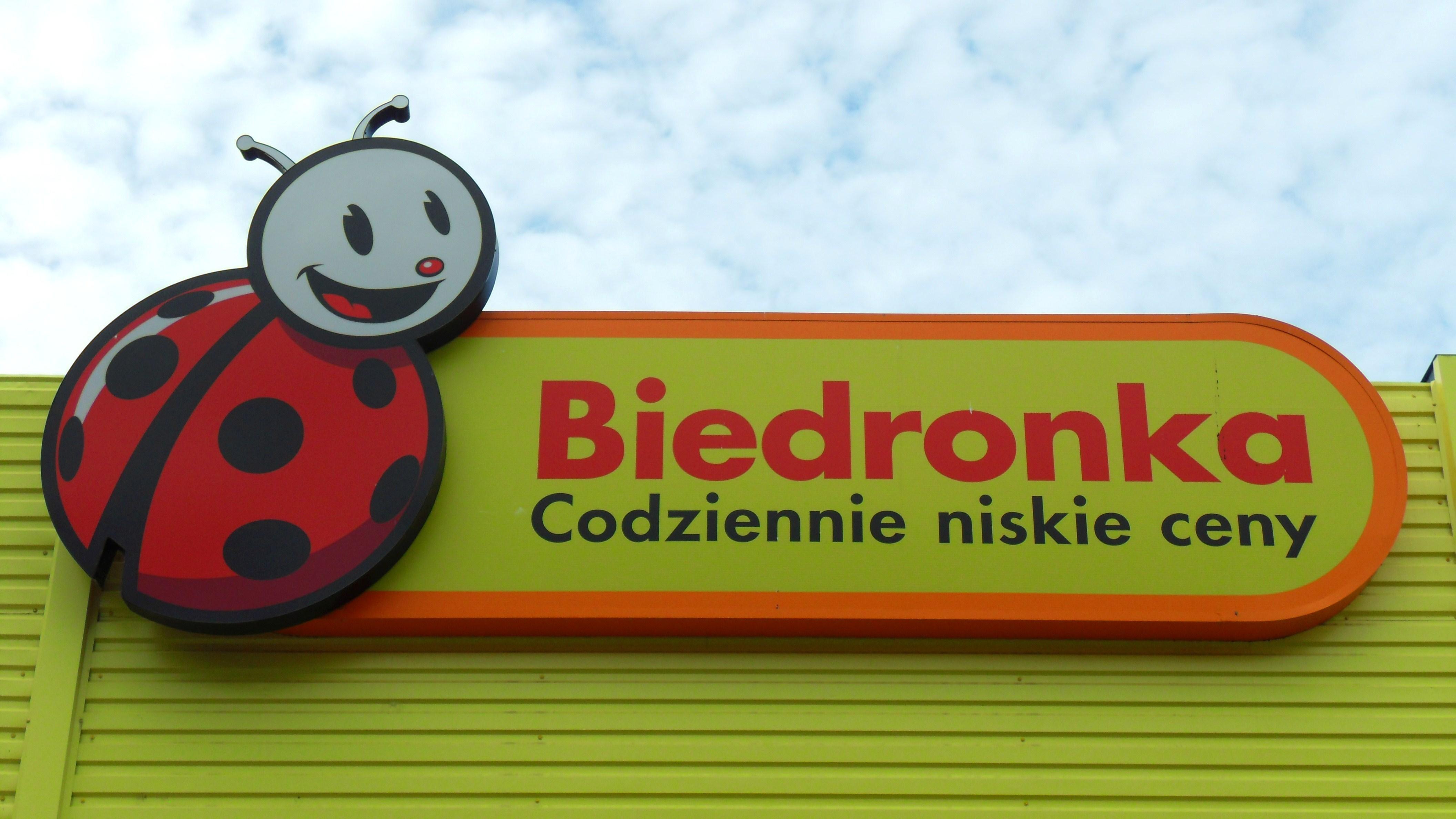
Biedronka, do července 2014 hlavní sponzor polského fotbalového poháru

Polský fotbalový pohár (polsky Puchar Polski w piłce nożnej mężczyzn, Puchar kraju, zkratkou PP) je pohárová vyřazovací soutěž v polském fotbalu organizovaná Polskou fotbalovou asociací (Polski Związek Piłki Nożnej – PZPN). Pořádá se od roku 1925, prvním vítězem se v sezóně 1925/26 stal klub Wisla Krakov. Poháru se účastní mj. i různé amatérské týmy. Vítěz poháru se kvalifikuje do Evropské ligy UEFA a do polského Superpoháru. Finálové zápasy se pořádají na Národním stadionu ve Varšavě, který pojme přes 58 000 diváků. Do července 2014 byla hlavním sponzorem firma Biedronka, provozovatel sítě diskontních prodejen.
Aktuálním vítězem ze sezóny 2021/22 je Raków Częstochowa.

## Přehled vítězů
Zdroj:
- 1926, Wisla Krakov
- 1951, Ruch Chorzów [p. 1]
- 1952, Polonia Warszawa [p. 2]
- 1954, Gwardia Warszawa
- 1955, Legia Warszawa [p. 3]
- 1956, Legia Warszawa [p. 3]
- 1957, ŁKS Łódź
- 1962, Zagłębie Sosnowiec
- 1963, Zagłębie Sosnowiec
- 1964, Legia Warszawa
- 1965, Górnik Zabrze
- 1966, Legia Warszawa
- 1967, Wisla Krakov
- 1968, Górnik Zabrze
- 1969, Górnik Zabrze
- 1970, Górnik Zabrze
- 1971, Górnik Zabrze
- 1972, Górnik Zabrze
- 1973, Legia Warszawa
- 1974, Ruch Chorzów
- 1975, Stal Rzeszów
- 1976, Śląsk Wrocław
- 1977, Zagłębie Sosnowiec
- 1978, Zagłębie Sosnowiec
- 1979, Arka Gdynia
- 1980, Legia Warszawa
- 1981, Legia Warszawa
- 1982, Lech Poznań
- 1983, Lechia Gdańsk
- 1984, Lech Poznań
- 1985, Widzew Łódź
- 1986, GKS Katowice
- 1987, Śląsk Wrocław
- 1988, Lech Poznań
- 1989, Legia Warszawa
- 1990, Legia Warszawa
- 1991, GKS Katowice
- 1992, Miedź Legnica
- 1993, GKS Katowice
- 1994, Legia Warszawa
- 1995, Legia Warszawa
- 1996, Ruch Chorzów
- 1997, Legia Warszawa
- 1998, Amica Wronki
- 1999, Amica Wronki
- 2000, Amica Wronki
- 2001, Polonia Warszawa
- 2002, Wisla Krakov
- 2003, Wisla Krakov
- 2004, Lech Poznań
- 2005, Dyskobolia Grodzisk Wielkopolski
- 2006, Wisła Płock
- 2007, Dyskobolia Grodzisk Wielkopolski
- 2008, Legia Warszawa
- 2009, Lech Poznań
- 2010, Jagiellonia Białystok
- 2011, Legia Warszawa
- 2012, Legia Warszawa
- 2013, Legia Warszawa [3]
- 2014, Zawisza Bydgoszcz [4]
- 2015, Legia Warszawa [5]
- 2016, Legia Warszawa [6]
- 2017, Arka Gdynia[7]
- 2018, Legia Warszawa
- 2019, Lechia Gdańsk
- 2020, Cracovia
- 2021, Raków Częstochowa
- 2022, Raków Częstochowa